# Лолли, Антонио
Антонио Лолли (итал. Antonio Lolli; около 1725, Бергамо — 10 августа 1802, Палермо) — итальянский скрипач и композитор.
В 1758 г. по рекомендации Никколо Йоммелли и падре Мартини назначен скрипачом Штутгартского придворного оркестра, много гастролировал в Париже, Вене, различных городах Германии и Нидерландов. В 1774 г. был уволен в связи с общим сокращением расходов Вюртембергского двора и принял приглашение на русскую службу как камер-музыкант Екатерины II. Однако чем дальше, тем больше Лолли предпочитал гастролировать по Европе, возвращаясь в Россию как можно меньше, и наконец в 1783 г. официально ушёл в отставку, передав своё место своему ученику Джованни Джорновичи. В течение последующего десятилетия Лолли, по-видимому, довольно много выступал по всей Европе, от Стокгольма до Мадрида, а к началу 1790-х гг. обосновался в Неаполе, где, по некоторым сведениям, был капельмейстером придворного оркестра.
Скрипичные концерты и сонаты Лолли пользовались умеренным успехом, зато его исполнительское мастерство ценилось современниками исключительно высоко. Кристиан Фридрих Даниель Шубарт называл его «Шекспиром среди скрипачей», а спустя десятилетия Юлиус Макс Шоттки, основываясь на воспоминаниях современников, полагал, что лишь Лолли может стоять рядом с Никколо Паганини.